# Abdellah Dari
Pour les articles homonymes, voir Dari (homonymie).
 (novembre 2013).
Si vous disposez d'ouvrages ou d'articles de référence ou si vous connaissez des sites web de qualité traitant du thème abordé ici, merci de compléter l'article en donnant les références utiles à sa vérifiabilité et en les liant à la section « Notes et références ».
Abdellah Dari, né le 5 mars 1978 à Aoulouz dans la province de Taroudant, au sud du Maroc, est réalisateur, producteur et concepteur de programmes pour la télévision. Surtout connu en tant que réalisateur, sa filmographie compte plusieurs films dont Les sept vagues d’Imourane (2001), Touf Tanir’t (2004), Sber n’Dounit (2005) et des émissions de télévision dont Amouddou (2002-2004) en tant que concepteur et réalisateur, et l’émission et Timitar n’Toudert (2006-2007) en tant que réalisateur.[réf. souhaitée]

## Biographie
Abdellah Dari est issu d'une famille amazighe du Sud du Maroc et il est père de deux enfants. À la suite de sa réussite au baccalauréat série Sciences-Économiques en 1994 il poursuit ses études supérieures dans le domaine du commerce et de la gestion à l’École Nationale de Commerce et de Gestion d'Agadir. Il fonde, avec un groupe de camarades et de professeurs le premier Club Audiovisuel de l’ENCG et montre depuis lors un intérêt croissant pour les arts du cinéma et de la télévision, notamment en s’inscrivant à un stage d’initiation à la réalisation vidéo organisé par l’Institut Français d’Agadir encadré par Belaïd Boutgourdin, puis un autre stage d’initiation à l’art vidéo encadré par le réalisateur Mark Payet de l’atelier « Ici-même » à Montreuil, France. Cette période est aussi celle de son entrée dans le milieu du cinéma et de la télévision, et il y lie ses premières amitiés avec Lahoucine Faouzi, amoureux de la nature et de la spéléologie et ils fondent ensemble leur première maison de production, Faouzi Vision.
Engagé dans Faouzi Vision entre 1999 et 2008 en qualité de responsable administratif, cette maison de production se fait connaître notamment après la diffusion, sur la première chaîne de la télévision publique, de son premier long-métrage parlant amazigh, Les sept vagues d’Imourane, une adaptation pour le cinéma d’une légende racontant l’aventure d’une villageoise qui doit, pour purifier son corps et pouvoir se marier, affronter les vagues au gouffre d’Imourane. 
Pour la réalisation de cette œuvre, Abdellah Dari a remporté le 2e prix du meilleur film catégorie long-métrage[réf. nécessaire] au 8e Festival international de la radio et de la télévision arabe du Caire en 2002 et, en 2007, le trophée Isni N’ourgh du film amazigh à Agadir,. 
Après Imourane, Abdellah Dari remporte plusieurs prix et récompenses dont le Premier Prix de la meilleure réalisation pour le documentaire La Mémoire de Tagmoute au Festival du Caire en 2002, le Prix du meilleur documentaire National de Noujoum Biladi en 2003, le Prix Al Jamour pour le meilleur documentaire National en 2005.  
Abdellah Dari a en outre participé à plusieurs séminaires et a aminé plusieurs ateliers autour de la production audiovisuelle, notamment sur des thèmes comme « L’amazighité dans les médias » à Séfrou en 2006, « L’avenir de la télévision amazigh » à Tiznit en 2007 ou, avec Citizen Reporters en 2008, pour « une présentation du projet TV » à la Faculté des Lettres et des Sciences Humaine d’Agadir et à l’Institut Agronomique d’Ait Melloul, et sur « La production de vidéo amazigh »  pour le compte de l’IRCAM à Agadir en 2008.[réf. souhaitée]
Abdellah Dari participe aussi en tant que Directeur de Production à la réalisation d’un certain nombre de courts métrages : La bénédiction (2006) de Rachid El Hazmir, Poupées en roseaux (2006) de Ahmed Baidou et du téléfilm Orange Amère (2006) de Bouchra Ijork pour le compte de Soread 2M, Le comptable (2007) de Abderrazzak Zitouni et Quatre pierres (2007) de Brahim Chkiri, pour le compte de Al Oula.[réf. souhaitée],
À partir de 2008, il s’engage dans la direction de production, pour le compte de la chaine Al Oula et de Faouzi vision, d’une série de téléfilms. La gestation du projet fut longue mais fructueuse, ce qui donne des téléfilms comme Neuf mois (2008) de Nicholas Basset, Baha (2008) de Med Saïd Mrini, Tinguit (2008) de Aziz Oussaih, Le blessé (2008) de Rachid El Hazmir, et Ligne rouge (2008) de Brahim Chkiri. L’aventure de cette production se poursuit en 2009 par des films comme Tichka (2009) de Rami Fijaji, Tazzit (2009) de Brahim Chkiri, La récolte du péché (2009) de Mohammed Atifi et enfin Vengeance (2009) de Brahim Chkiri.[réf. souhaitée]
Plusieurs maisons ont fait appel à ses services pour diriger leurs productions. On peut citer Prod Hemera pour la direction de production en 2012 de SAGA de Othman Naciri, Prod Flash en 2011 pour la direction de production en 2011 du long métrage Aghbalou de Ahmed Baidou[réf. souhaitée], Faouzi vision pour la direction de production en 2011 du film Danse du monstre de Hassan Benjelloun et Lahcen Majid, Adam’s Prod avec le court-métrage Plastic (2010) de Abdelkebir Rgagna, Caravane Chergui Prod avec le court La mélodie de la morphine (2010) de Hicham Amel, ou encore Thema prod avec 37 km Celsius[réf. souhaitée].
Abdellah Dari a par ailleurs été directeur de production (Maroc) pour la réalisation du long métrage canadien Tazza de Daniel Gervais en 2009 et du court-métrage canadien Mokhtar de Halima Ouadighi en 2010.[réf. souhaitée]